# Evangelisch-Lutherisches Dekanat Nürnberg
Das Evangelisch-Lutherische Dekanat Nürnberg ist eines der 10 Dekanate des Kirchenkreises Nürnberg in der Evangelisch-Lutherischen Kirche in Bayern. Zum Dekanat gehören (Stand 2025) insgesamt 115.000 Kirchenmitglieder in 45 Kirchengemeinden in Nürnberg und der näheren Umgebung. Seit 1. Oktober 2011 ist Jürgen Körnlein Stadtdekan von Nürnberg. Zugleich steht er der Region Mitte vor. Das Dekanat ist in drei Regionen (Mitte, Nord-Ost, Süd-West) untergliedert. Die weiteren Dekane sind Jonas Schiller für die Region Nord, Christine Schürmann für die Region Ost, Britta Müller für die Region Süd und Dirk Wessel für die Region West.

## Geschichte
Die Kirchengemeinden des Dekanatsbezirks gehörten zur Reformationszeit entweder zur Reichsstadt Nürnberg selbst oder zu ihrem Landgebiet. 
Unterhalb der um 1040 von Kaiser Heinrich III. errichteten Reichsburg entwickelte sich Nürnberg, das 1050 erstmals urkundlich erwähnt wurde. 1219 erhielt Nürnberg die Reichsfreiheit. Die Nürnberger Hauptkirchen St. Sebald und St. Lorenz zum Heiligen Grab waren anfänglich Filialkirchen von Poppenreuth bzw. Fürth. 1474 bekam der Rat der Stadt Nürnberg das Vorschlagsrecht für seine Pfarrkirchen. St. Lorenz und St. Sebald wurden 1477 Propsteien erhoben und waren damit nicht mehr der geistlichen Jurisdiktion des Bischofs von Bamberg untergeordnet. 1513 gelang es Nürnberg, die Patronatsrechte für die Pfarreien St. Sebald und St. Lorenz durch Zahlung von je 100 Gulden Jahresrente vom Bischof von Bamberg zu erwerben das Abhängigkeitsverhältnis zu den Pfarreien Poppenreuth bzw. Fürth umzukehren. Die Zahlungen wurden bis zur Säkularisation des Fürstbistums 1802 bezahlt. Vom 3. bis 14. März 1525 fand im Rathaussaal ein Religionsgespräch statt. Danach wurde am 17. März die katholische Predigt und Seelsorge und ab 21. April 1525 die Messe in den Klöstern verboten. 
Nachdem Nürnberg 1806 Teil des Königreichs Bayern geworden war, wurde das bislang reichsstädtisch organisierte evangelische Kirchenwesen 1810 neu geordnet. Als eins von insgesamt 55 Dekanaten im Königreich wurde am 7. Dezember 1810 das Dekanat Nürnberg errichtet. Es umfasste zunächst nur die Kirchengemeinden der heutigen engeren Innenstadt sowie der damals noch selbständigen Vorstädte Wöhrd, St. Johannis, St. Leonhard und St. Peter. Nach Eingemeindungen in die Stadt kamen im Lauf der Zeit weitere Kirchengemeinden aus den Nachbardekanaten dazu; andere wurden im Zuge des Wachstums der Stadt neu gegründet. Zwischen 1907 und 1930 war das Dekanat  geteilt in die Dekanate Nürnberg-Lorenzer Seite und Nürnberg-Sebalder Seite.

## Gebiet
Das Gebiet des Dekanats umfasst den größten Teil des Stadtgebiets von Nürnberg (bis auf Großgründlach und Katzwang) und dazu Teile des Landkreises Erlangen-Höchstadt (Heroldsberg) und Nürnberger Land (Röthenbach an der Pegnitz, Schwaig).

## Kirchengemeinden
In den drei Regionen liegen 45 Kirchengemeinden. Die meisten Gemeinden sind nach ihren Kirchen genannt. Der Stadtdekan ist in Personalunion Pfarrer an St. Lorenz.

## Region Mitte
- Innenstadt – St. Egidien
- Innenstadt – St. Lorenz
- Innenstadt – St. Sebald
- Innenstadt – St. Jakob

## Region West
- Eibach – St. Johannes Baptist
- Gebersdorf – St. Stephanus
- Großreuth – St. Thomas
- Gostenhof – Dreieinigkeitskirche
- Reichelsdorf – St. Philippus
- Röthenbach – Nikodemuskirche
- Schweinau – Kreuzkirche
- Schweinau – St. Leonhard
- Seeleinsbühl-Leyh – Epiphaniaskirche
- Seeleinsbühl-Leyh – Erlöserkirche

## Region Nord
- Boxdorf – Zum Guten Hirten
- Buchenbühl – Himmelfahrtskirche
- Heroldsberg – St. Matthäus
- Erlenstegen – St. Jobst
- Kraftshof – St. Georg
- Maxfeld – Reformations-Gedächtnis-Kirche
- Nordostbahnhof – St. Lukas
- Nordstadt – St. Matthäus
- Schniegling – Versöhnungskirche
- St. Johannis – St.-Johannis-Kirche auf dem Johannisfriedhof und Friedenskirche
- Thon – St. Andreas
- Wöhrd – St. Bartholomäus
- Ziegelstein – Melanchthonkirche

## Region Ost
- Behringersdorf – Maria-Magdalena-Kirche
- Laufamholz – Heilig-Geist-Kirche
- Mögeldorf – St. Nikolaus und Ulrich
- Röthenbach an der Pegnitz – Heilig-Kreuz-Kirche
- Rückersdorf – St. Georg
- Schwaig bei Nürnberg – St. Thomas
- Zerzabelshof – Auferstehungskirche

## Region Süd
- Altenfurt – Christuskirche
- Fischbach – Auferstehungskirche, St. Marien
- Gartenstadt – Emmauskirche
- Gibitzenhof – St. Markus
- Hasenbuck – Lutherkirche
- Langwasser – Dietrich-Bonhoeffer-Kirche
- Langwasser – Martin-Niemöller-Kirche
- Langwasser – Paul-Gerhardt-Kirche
- Langwasser – Passionskirche
- Lichtenhof – Gustav-Adolf-Gedächtniskirche
- Rangierbahnhof-Siedlung – St. Paul
- St. Peter – St. Peter
- Steinbühl – Christuskirche
- Worzeldorf – Osterkirche